# クイーンシー・メニフ
クイーンシー・メニフ（Queensy Menig、1995年8月19日 - ）は、オランダ・アムステルダム出身のサッカー選手。パルチザン・ベオグラード所属。ポジションはフォワード。

## 経歴

### アヤックス
2007-08シーズンにアヤックスの下部組織であるアヤックス・アカデミーに加入し、2012年6月6日にはクラブと3年のプロ契約を結んだ。
2014年7月12日、SVヘンネペル・ニーデルメルンテルとの非公式戦でヨング・アヤックスデビューし、8月11日のテルスター戦で公式戦デビューを果たした。
2014年9月23日、KNVBカップのアマチュアクラブであるJOSワテルフラーフスメールと戦うフランク・デ・ブール率いるアヤックスのメンバーに招集された。翌日、試合の後半27分、デイヴィ・クラーセンとの交代でピッチに入りトップチームデビューを果たした。12月6日には、5-0と勝利したヴィレムIIとの試合に出場し、エールディヴィジデビューを飾った。

### ズヴォレへのレンタル
2015年7月25日、PECズヴォレにレンタル移籍した。8月12日、ホームでのSCカンブール・レーワルデン戦でスタメンフル出場でデビューした。移籍後初得点は12月13日のAZアルクマール戦で、1-1からの決勝点を挙げた。この2015-16シーズン、メニフはリーグ戦33試合に出場した。
2016年6月、アヤックスとズヴォレはメニフのレンタル期間をもう1年延長することで合意した。2016年8月5日、NECナイメヘンとのリーグ開幕戦では、スタメンフル出場をし、ゴールも挙げた。

### 国外挑戦
アヤックスに復帰後、ヨング・アヤックスに所属することになったが、2017年9月4日、リーグ・アンのFCナントに移籍し、5年契約を交わした。移籍後すぐに当時イングランド3部に所属していたオールダム・アスレティックFCにレンタルされた。レンタル期間は半年で打ち切られ、1月に古巣のズヴォレへと再度レンタルした。9月3日、ナントとの契約を双方合意の上で解除した。

### トゥウェンテ
FCナントとの契約を解除した後、2019年9月9日、FCトゥウェンテと2年契約を交わした。しかし、なかなか出場機会を得れず、2月15日に初めてスタメン起用された。2020年2月15日、AZアルクマール戦にて移籍後初ゴールを決めたが、それ以降得点を挙げることができず、2019-20シーズンは11試合出場1得点という成績だった。

### パルチザン
2021年9月2日、パルチザン・ベオグラードと3年契約を交わした。

### 代表
U-17オランダ代表
- UEFA U-17欧州選手権 : 1回 (2012)